# Youcef Abdi
Youcef Abdi (ur. 7 grudnia 1977) – algierski lekkoatleta od 2000 reprezentujący Australię, specjalista od średnich i długich dystansów.

## Osiągnięcia
- brązowy medal Igrzysk Wspólnoty Narodów (bieg na 1500 m, Manchester 2002)
- 4. miejsce podczas Pucharu świata (bieg na 1500 m, Madryt 2002)
- 5. miejsce na Pucharze świata (bieg na 3000 m z przeszkodami, Ateny 2006)
- 6. miejsce w Igrzyskach olimpijskich (bieg na 3000 m z przeszkodami, Pekin 2008)
- 6. miejsce w pucharze interkontynentalnym (Split 2010)
- pięciokrotny mistrz Australii[1]

## Rekordy życiowe
- bieg na 1500 m – 3:36,35 (2002 & 2003)
- bieg na 3000 m z przeszkodami – 8:16,36 (2008)